# Hladinatka člunohřbetá
Hladinatka člunohřbetá (Velia caprai) je ploštice z čeledi hladinatkovitých. Žije na vodní hladině. V Česku je hojně rozšířená.

## Vzhled
Je dlouhá 0,6 až 0,7 cm. Oproti ostatním příbuzným druhům je zavalitá. Je většinou bezkřídlá nebo jsou křídla zakrnělá, ale velmi vzácně se mohou vyskytnout i okřídlení jedinci. Snadno se pozná podle dvou červených pruhů na zadečku, spodní část těla je bílá.

## Výskyt
V Česku je hojná, vyskytuje se v blízkosti břehu tekoucích vod. Pohybuje se na vodní hladině.

## Život
Je dravá. Své oběti, ulovené na vodní hladině, pak na břehu vysává. Dobře snáší nízké teploty. Vajíčka klade na rostliny rostoucí na březích, množí se hlavně na jaře.